# Aracanidae
Famille
Les Aracanidae constituent une famille de poissons de l'ordre des Tetraodontiformes (la plupart des tétraodontiformes sont des poissons marins qui vivent à l'intérieur et autour des récifs coralliens).

## Liste des genres et espèces
Selon FishBase (27 janvier 2016) :
- genre Anoplocapros Kaup, 1855
  - Anoplocapros amygdaloides Fraser-Brunner, 1941
  - Anoplocapros inermis (Fraser-Brunner, 1935)
  - Anoplocapros lenticularis (Richardson, 1841)
  - Anoplocapros robustus (Fraser-Brunner, 1941)
- genre Aracana Gray, 1838
  - Aracana aurita (Shaw, 1798)
  - Aracana ornata (Gray, 1838)
- genre Caprichthys McCulloch & Waite, 1915
  - Caprichthys gymnura McCulloch & Waite, 1915
- genre Capropygia Kaup, 1855
  - Capropygia unistriata (Kaup, 1855)
- genre Kentrocapros Kaup, 1855
  - Kentrocapros aculeatus (Houttuyn, 1782)
  - Kentrocapros eco (Phillipps, 1932)
  - Kentrocapros flavofasciatus (Kamohara, 1938)
  - Kentrocapros rosapinto (Smith, 1949)
- genre Polyplacapros Fujii & Uyeno, 1979
  - Polyplacapros tyleri Fujii & Uyeno, 1979

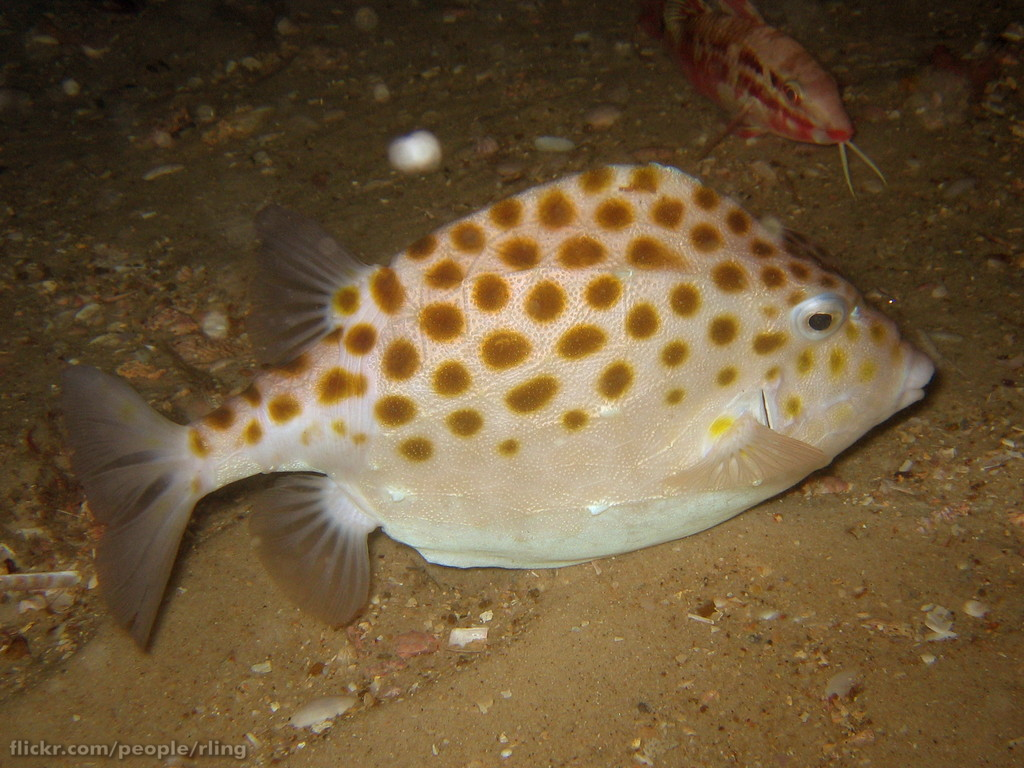
Anoplocapros inermis
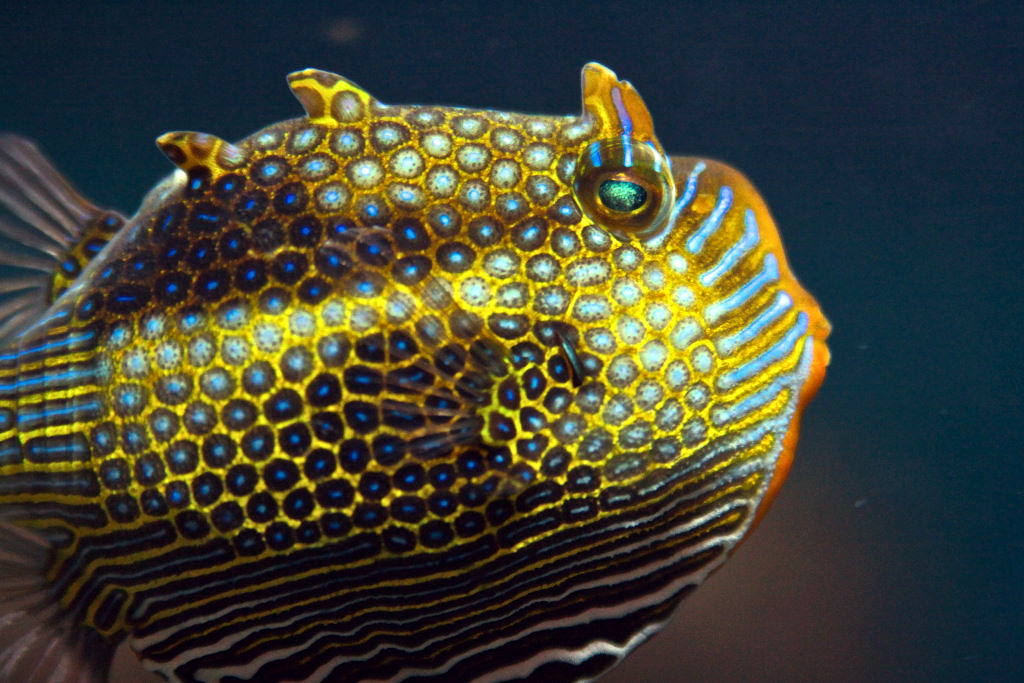
Aracana ornata